# Forst Schmalwasser-Süd
Forst Schmalwasser-Süd är ett kommunfritt område i Landkreis Rhön-Grabfeld i Regierungsbezirk Unterfranken i förbundslandet Bayern i Tyskland.